# Jonáš Maxim
Jonáš Maxim MSU (Levoča, 21 november 1974) is een Slowaaks geestelijke en een metropoliet van de Slowaakse Grieks-Katholieke Kerk.
Jozef Maxim studeerde na zijn gymnasiumopleiding theologie aan de universiteit van Prešov. In 1994 vervolgde hij zijn studie aan het grootseminarie van Prešov, waar hij in 1998 afstudeerde in theologie en filosofie.
Maxim werd op 11 juli 1998 priester gewijd. Hij vervolgde zijn studie aan het Pauselijk Oriëntaals Instituut in Rome, waar hij in 2000 een licentiaat behaalde. Van 2001 tot 2004 was hij de directeur op geestelijk gebied van het grootseminarie van Prešov; in deze periode was hij tevens assistent aan de theologische faculteit van de universiteit van Prešov.
Op 24 september 2004 trad Maxim in bij de Studitenorde (MSU), een monniksorde van de Oekraïense Grieks-Katholieke Kerk. Na het completeren van zijn novitiaat in 2008 nam hij de kloosternaam Jonáš aan. Vervolgens vervulde hij meerdere functies binnen zijn orde. Van 2014 tot 2018 verbleef hij in Rome, waar hij promoveerde aan het Pauselijk Oriëntaals Instituut.
Na zijn terugkeer naar Oekraïne was Maxim van 2018 tot 2020 hoofd van het Sint Michaelklooster in Lviv. In 2020 werd hij benoemd tot hegoumen.
Maxim werd op 26 oktober 2023 benoemd als aartseparch-metropoliet van Prešov, waardoor hij tevens de primaat werd van de Slowaakse Grieks-Katholieke Kerk.